# Meilleur basketteur de l'année de l'Atlantic Coast Conference
Le meilleur basketteur de l'année de l'Atlantic Coast Conference (Atlantic Coast Conference (ACC) Men's Basketball Player of the Year) est une récompense remise au meilleur joueur de basket-ball de l'Atlantic Coast Conference, l'une des Conférences de l'Est des États-Unis. Ce trophée est décerné par l’Atlantic Coast Sports Media Association. Il est attribué pour la première fois lors de la saison 1953-1954 de la saison de l'Atlantic Coast Conference, année de fondation de la Conférence, à Dick Hemric de Wake Forest.
Deux joueurs ont remporté cette distinction à trois reprises : David Thompson de North Carolina State et Ralph Sampson de Virginia. Hemric, Len Chappell, Larry Miller, John Roche, Len Bias, Danny Ferry, Tim Duncan et J. J. Redick l'ont gagné deux fois. Il y a eu deux liens dans l'histoire du trophée : la saison 2000-2001, lorsque Joseph Forte de North Carolina et Shane Battier de Duke partagèrent cette récompense, et la saison 2012-2013, lorsque Erick Green de Virginia Tech et Shane Larkin de Miami partagèrent cette récompense. Green et Larkin divisé l'honneur dans la première année que le ACC a commencé à voter pour les joueurs de l'année par les entraîneurs de la conférence et les médias séparément (les médias ont choisi Green tandis que les entraîneurs ont choisi Larkin).
Douze joueurs ont reçu le Naismith College Player of the Year ou le trophée Wooden de meilleur joueur universitaire de l'année et le titre de meilleur basketteur de l'Atlantic Coast Conference la même année.[a] Le joueur de North Carolina Tyler Hansbrough étant celui ayant réalisé cette performance le plus récemment. Duke compte le plus de récipiendaires de ce titre avec 15 vainqueurs, alors que son concurrent North Carolina en compte 14. Chaque membre originel de l'Atlantic Coast Conference a vu au moins l'un de ses étudiants remporter ce trophée. Florida State, Louisville, Notre Dame, Pittsburgh et Syracuse sont les seules écoles ne comptant aucun lauréat dans ses rangs. En 2016, le trophée a été attribué à 64 reprises en 63 saisons. 52 joueurs issus de 10 universités l'ont reçu : 36 seniors, 22 juniors, 8 sophomores et 1 freshman.

## Palmarès

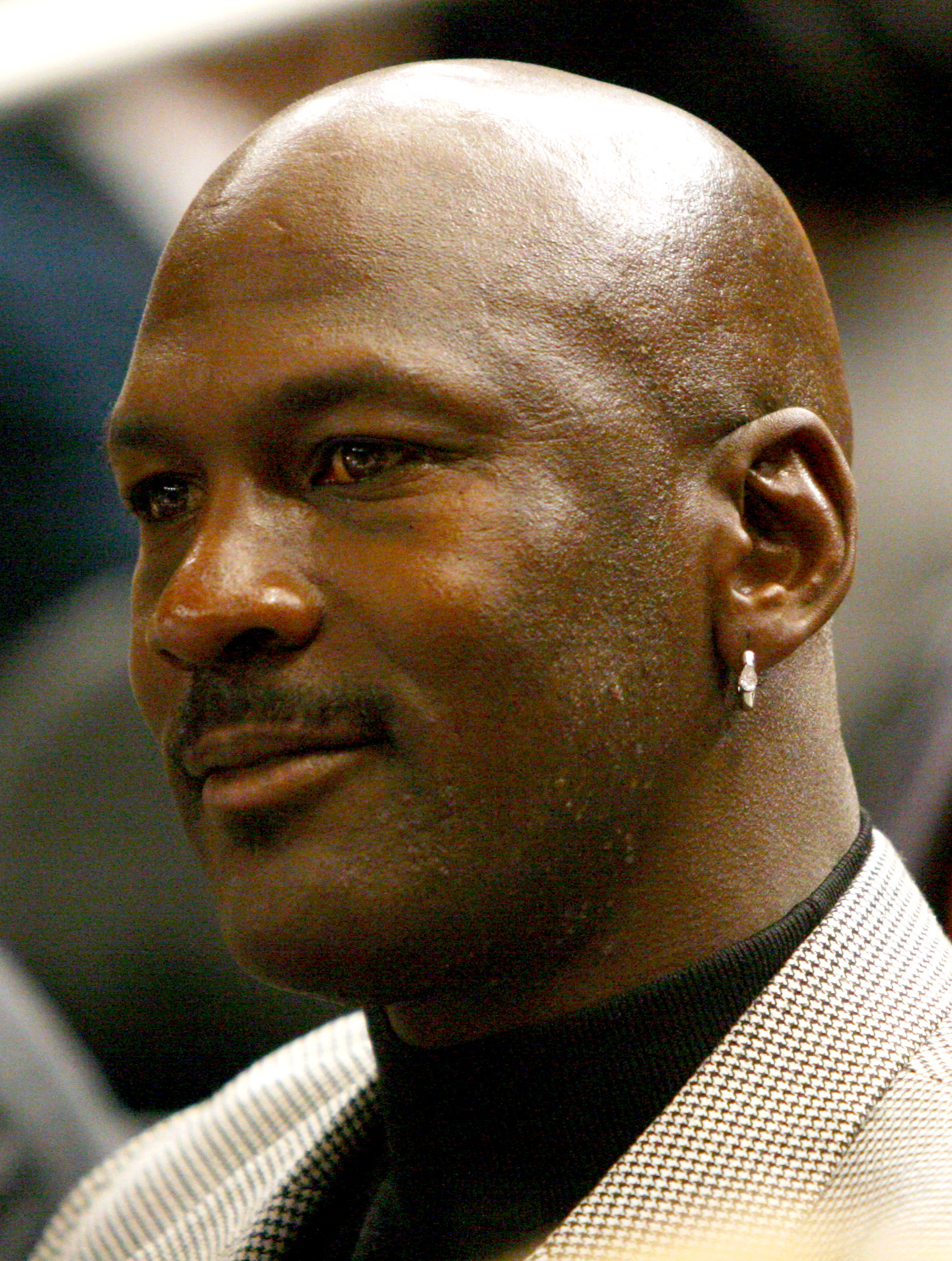
Michael Jordan remporte le trophée en 1984 en tant que junior sous les couleurs des Tar Heel.

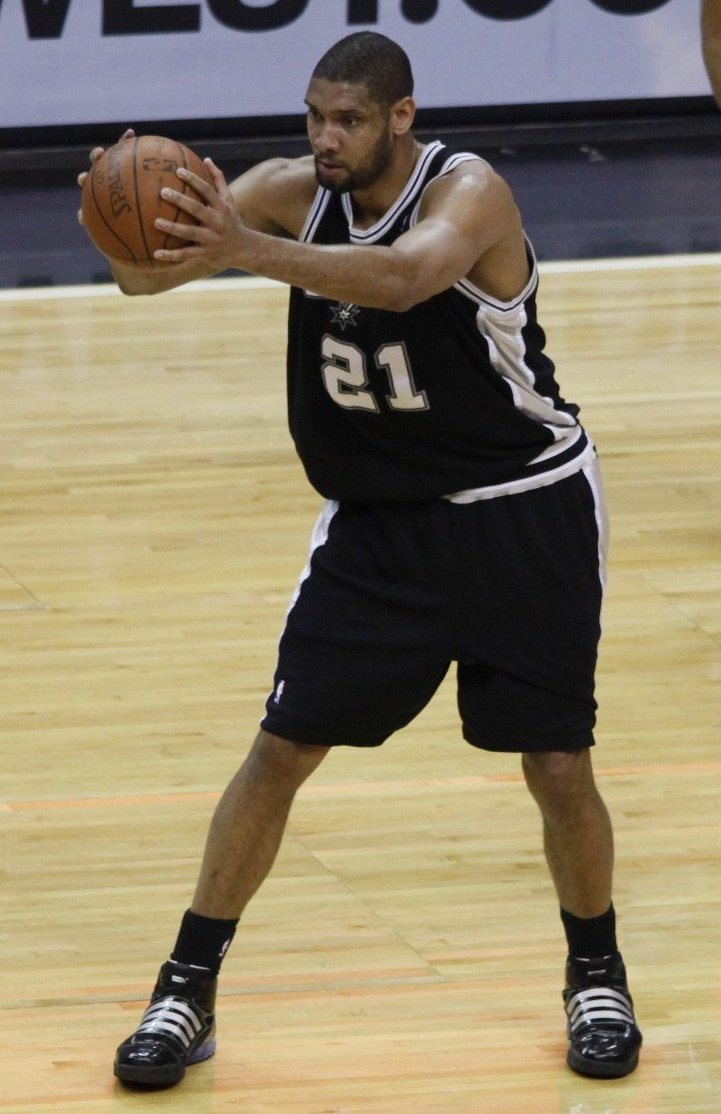
Le joueur de Wake Forest Tim Duncan l'a gagné en 1996 et 1997.

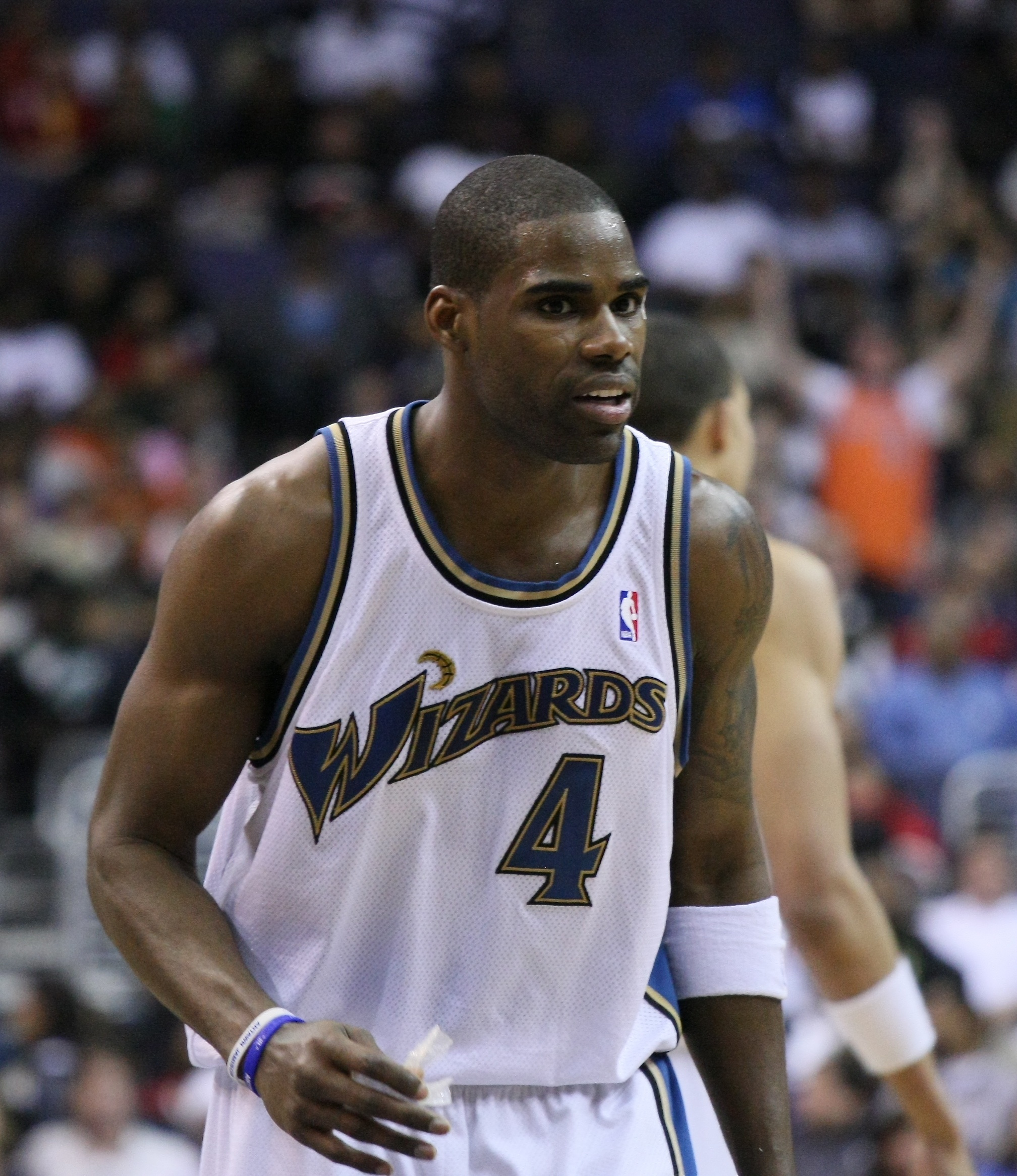
Antawn Jamison est lauréat en 1998 avec North Carolina.

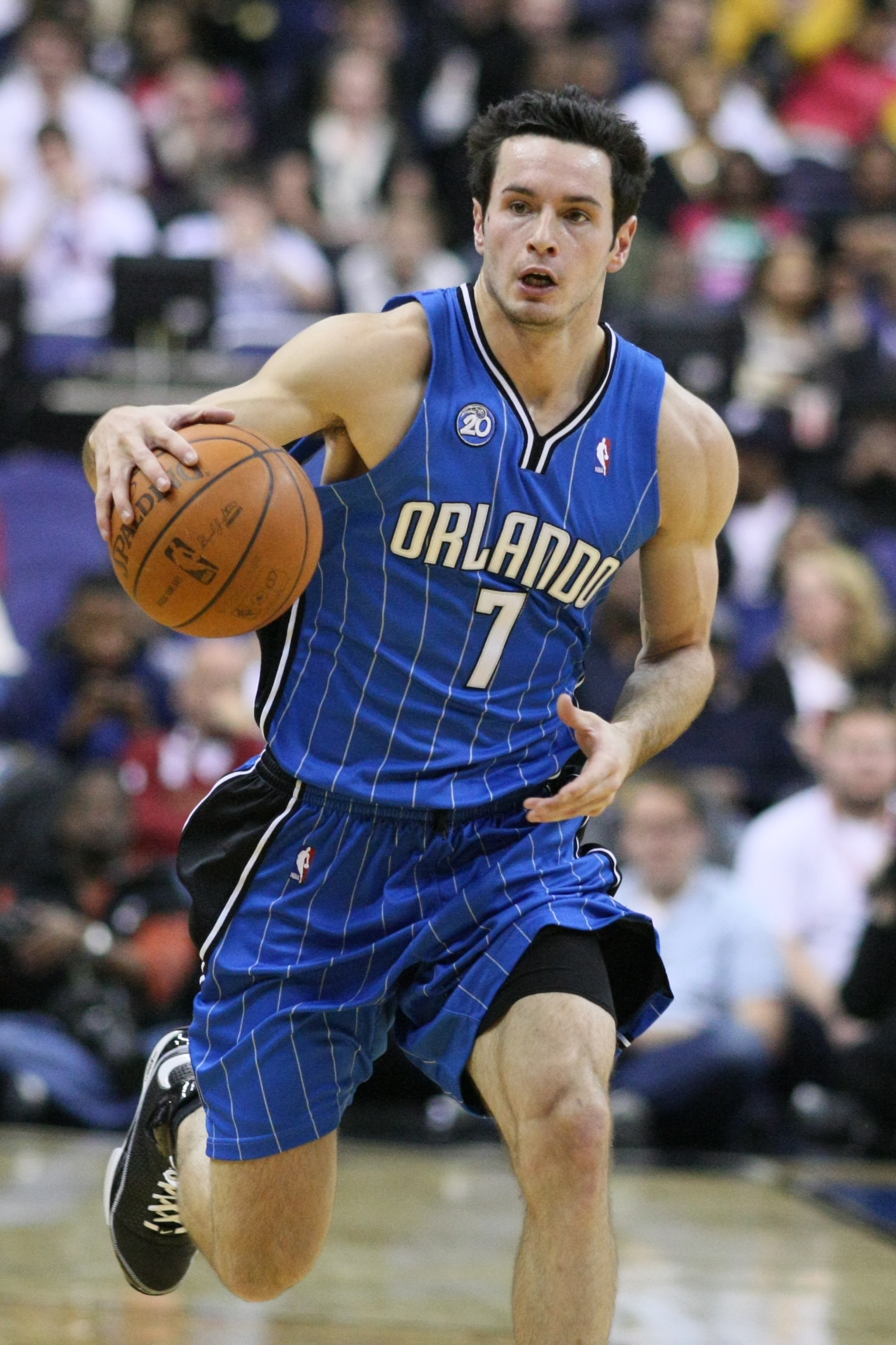
J. J. Redick remporte ce titre à deux reprises en 2005 et 2006 avec les Duke Blue Devil.

| †          | Co-meilleurs joueurs de l'année                                                                                |
| *          | Lauréat d'un trophée de meilleur joueur national : le Naismith College Player of the Year ou le trophée Wooden |
| M          | Sélection par les médias de l'ACC (depuis 1954)                                                                |
| E          | Sélection par les entraîneurs de l'ACC (depuis 2013)                                                           |
| Joueur (X) | Nombre de fois où le joueur a remporté le trophée                                                              |

| Saison     | Joueur              | Université                       | Poste               | Année[b]  | Référence     |
| ---------- | ------------------- | -------------------------------- | ------------------- | --------- | ------------- |
| 1953-1954  | Dick Hemric         | Wake Forest                      | Pivot               | Junior    | [ 1 ]         |
| 1954-1955  | Dick Hemric (2)     | Wake Forest                      | Pivot               | Senior    | [ 1 ]         |
| 1955-1956  | Ronnie Shavlik      | N.C. State                       | Pivot               | Senior    | [ 6 ]         |
| 1956-1957  | Lennie Rosenbluth   | North Carolina                   | Ailier fort         | Senior    | [ 7 ]         |
| 1957-1958  | Pete Brennan        | North Carolina                   | Ailier              | Senior    | [ 7 ]         |
| 1958-1959  | Lou Pucillo         | N.C. State                       | Meneur              | Senior    | [ 6 ]         |
| 1959-1960  | Lee Shaffer         | North Carolina                   | Ailier fort / Pivot | Senior    | [ 7 ]         |
| 1960-1961  | Len Chappell        | Wake Forest                      | Ailier fort / Pivot | Junior    | [ 8 ]         |
| 1961-1962  | Len Chappell (2)    | Wake Forest                      | Ailier fort / Pivot | Senior    | [ 8 ]         |
| 1962-1963  | Art Heyman          | Duke                             | Arrière / Ailier    | Senior    | [ 9 ]         |
| 1963-1964  | Jeff Mullins        | Duke                             | Ailier              | Senior    | [ 9 ]         |
| 1964-1965  | Billy Cunningham    | North Carolina                   | Arrière / Ailier    | Senior    | [ 7 ]         |
| 1965-1966  | Steve Vacendak      | Duke                             | Meneur              | Senior    | [ 9 ]         |
| 1966-1967  | Larry Miller        | North Carolina                   | Arrière             | Junior    | [ 7 ]         |
| 1967-1968  | Larry Miller (2)    | North Carolina                   | Arrière             | Senior    | [ 7 ]         |
| 1968-1969  | John Roche          | South Carolina                   | Meneur / Arrière    | Sophomore | [ 10 ]        |
| 1969-1970  | John Roche (2)      | South Carolina                   | Meneur / Arrière    | Junior    | [ 10 ]        |
| 1970-1971  | Charlie Davis[c]    | Wake Forest                      | Arrière             | Senior    | [ 11 ]        |
| 1971-1972  | Barry Parkhill      | Virginia                         | Arrière             | Junior    | [ 12 ]        |
| 1972-1973  | David Thompson      | N.C. State                       | Arrière / Ailier    | Sophomore | [ 6 ]         |
| 1973-1974  | David Thompson (2)  | N.C. State                       | Arrière / Ailier    | Junior    | [ 6 ]         |
| 1974-1975  | David Thompson* (3) | N.C. State                       | Arrière / Ailier    | Senior    | [ 6 ]         |
| 1975-1976  | Mitch Kupchak       | North Carolina                   | Ailier fort         | Senior    | [ 7 ]         |
| 1976-1977  | Rod Griffin         | Wake Forest                      | Ailier fort         | Junior    | [ 13 ]        |
| 1977-1978  | Phil Ford           | North Carolina                   | Meneur              | Senior    | [ 7 ]         |
| 1978-1979  | Mike Gminski        | Duke                             | Pivot               | Junior    | [ 9 ]         |
| 1979-1980  | Albert King         | Maryland                         | Arrière / Ailier    | Junior    | [ 14 ]        |
| 1980-1981  | Ralph Sampson*      | Virginia                         | Pivot               | Sophomore | [ 2 ]         |
| 1981-1982  | Ralph Sampson* (2)  | Virginia                         | Pivot               | Junior    | [ 2 ]         |
| 1982-1983  | Ralph Sampson* (3)  | Virginia                         | Pivot               | Senior    | [ 2 ]         |
| 1983-1984  | Michael Jordan*     | North Carolina                   | Arrière             | Junior    | [ 7 ]         |
| 1984-1985  | Len Bias            | Maryland                         | Ailier              | Junior    | [ 14 ]        |
| 1985-1986  | Len Bias (2)        | Maryland                         | Ailier              | Senior    | [ 14 ]        |
| 1986-1987  | Horace Grant        | Clemson                          | Ailier fort         | Senior    | [ 13 ]        |
| 1987-1988  | Danny Ferry         | Duke                             | Pivot               | Junior    | [ 9 ]         |
| 1988-1989  | Danny Ferry* (2)    | Duke                             | Pivot               | Senior    | [ 9 ]         |
| 1989-1990  | Dennis Scott        | Georgia Tech                     | Ailier              | Junior    | [ 13 ]        |
| 1990-1991  | Rodney Monroe       | N.C. State                       | Arrière             | Senior    | [ 6 ]         |
| 1991-1992  | Christian Laettner* | Duke                             | Pivot               | Senior    | [ 9 ]         |
| 1992-1993  | Rodney Rogers       | Wake Forest                      | Arrière             | Junior    | [ 13 ]        |
| 1993-1994  | Grant Hill          | Duke                             | Arrière / Ailier    | Senior    | ,             |
| 1994-1995  | Joe Smith*          | Maryland                         | Ailier fort         | Sophomore | [ 14 ]        |
| 1995-1996  | Tim Duncan          | Wake Forest                      | Pivot               | Junior    | [ 2 ]         |
| 1996-1997  | Tim Duncan* (2)     | Wake Forest                      | Pivot               | Senior    | [ 2 ]         |
| 1997-1998  | Antawn Jamison*     | North Carolina                   | Ailier fort         | Junior    | [ 7 ]         |
| 1998-1999  | Elton Brand*        | Duke                             | Pivot               | Sophomore | [ 15 ]        |
| 1999-2000  | Chris Carrawell     | Duke                             | Arrière / Ailier    | Senior    | [ 9 ]         |
| 2000-2001† | Shane Battier*      | Duke                             | Ailier              | Senior    | [ 9 ]         |
| 2000-2001† | Joseph Forte        | North Carolina                   | Arrière             | Sophomore | [ 6 ]         |
| 2001-2002  | Juan Dixon          | Maryland                         | Arrière             | Senior    | [ 14 ]        |
| 2002-2003  | Josh Howard         | Wake Forest                      | Ailier              | Senior    | [ 16 ]        |
| 2003-2004  | Julius Hodge        | N.C. State                       | Arrière/Ailier      | Junior    | [ 6 ]         |
| 2004-2005  | J. J. Redick        | Duke                             | Arrière             | Junior    | ,             |
| 2005-2006  | J. J. Redick* (2)   | Duke                             | Arrière             | Senior    | [ 17 ]        |
| 2006-2007  | Jared Dudley        | Boston College                   | Ailier              | Senior    | [ 18 ]        |
| 2007-2008  | Tyler Hansbrough*   | North Carolina                   | Ailier fort         | Junior    | [ 7 ]         |
| 2008-2009  | Ty Lawson           | North Carolina                   | Meneur              | Junior    | [ 7 ]         |
| 2009-2010  | Greivis Vásquez     | Maryland                         | Meneur              | Senior    | [ 19 ]        |
| 2010-2011  | Nolan Smith         | Duke                             | Meneur              | Senior    | [ 20 ]        |
| 2011-2012  | Tyler Zeller        | North Carolina                   | Pivot               | Senior    | [ 21 ]        |
| 2012-2013† | Erick GreenM        | Virginia Tech                    | Meneur              | Senior    | [ 4 ]         |
| 2012-2013† | Shane LarkinE       | Miami                            | Meneur              | Sophomore | [ 5 ]         |
| 2013-2014  | T. J. Warren        | NC State                         | Ailier              | Sophomore | ,             |
| 2014-2015  | Jahlil Okafor       | Duke                             | Pivot               | Freshman  | [ 24 ] [ 25 ] |
| 2015-2016  | Malcolm Brogdon     | Virginia                         | Arrière             | Senior    | ,             |
| 2016-2017  | Justin Jackson      | North Carolina                   | Ailier              | Junior    | [ 28 ]        |
| 2017-2018  | Marvin Bagley       | Blue Devils de Duke              | Ailier fort         | Freshman  |               |
| 2018-2019  | Zion Williamson     | Blue Devils de Duke              | Ailier fort         | Freshman  |               |
| 2019-2020  | Tre Jones           | Blue Devils de Duke              | Meneur              | Sophomore |               |
| 2020-2021  | Moses Wright        | Yellow Jackets de Georgia Tech   | Ailier fort         | Senior    |               |
| 2021-2022  | Alondes Williams    | Demon Deacons de Wake Forest     | Meneur              | Graduate  |               |
| 2022-2023  | Isaiah Wong         | Hurricanes de Miami              | Meneur              | Senior    |               |
| 2023-2024  | R. J. Davis         | Tar Heels de la Caroline du Nord | Meneur              | Senior    |               |

## Vainqueurs par université
| Université (année d'arrivée dans la conférence)                | Victoires | Année                                                                                     |
| -------------------------------------------------------------- | --------- | ----------------------------------------------------------------------------------------- |
| Université Duke (1953)                                         | 15        | 1963, 1964, 1966, 1979, 1988, 1989, 1992, 1994, 1999, 2000, 2001†, 2005, 2006, 2011, 2015 |
| Université de Caroline du Nord à Chapel Hill (1953)            | 15        | 1958, 1960, 1965, 1967, 1968, 1976, 1978, 1984, 1998, 2001†, 2008, 2009, 2012, 2017       |
| Université de Wake Forest (1953)                               | 10        | 1954, 1955, 1961, 1962, 1971, 1977, 1993, 1996, 1997, 2003                                |
| Université d'État de Caroline du Nord (1953)                   | 8         | 1956, 1959, 1973, 1974, 1975, 1991, 2004, 2014                                            |
| Université du Maryland[d]                                      | 6         | 1980, 1985, 1986, 1995, 2002, 2010                                                        |
| Université de Virginie (1953)                                  | 5         | 1972, 1981, 1982, 1983, 2016                                                              |
| Université de Caroline du Sud (1953)[e]                        | 2         | 1969, 1970                                                                                |
| Boston College (2005)                                          | 1         | 2007                                                                                      |
| Université de Clemson (1953)                                   | 1         | 1987                                                                                      |
| Georgia Institute of Technology (1978)                         | 1         | 1990                                                                                      |
| Université de Miami (2004)                                     | 1         | 2013†                                                                                     |
| Institut polytechnique et Université d'État de Virginie (2004) | 1         | 2013†                                                                                     |
| Université d'État de Floride (1991)                            | 0         | —                                                                                         |
| Université de Louisville (2014)                                | 0         | —                                                                                         |
| Université Notre-Dame-du-Lac (2013)                            | 0         | —                                                                                         |
| Université de Pittsburgh (2013)                                | 0         | —                                                                                         |
| Université de Syracuse (2013)                                  | 0         | —                                                                                         |